# Хенинг фон Арним
Хенинг фон Арним (на немски: Henning von Arnim; † 2 февруари 1604) е благородник от род Арним в Бранденбург.
Той е вторият син на Ото VI фон Арним „Млади“ († 1583) и съпругата му Магдалена фон Халберщат († 1584), дъщеря на Юрген фон Халберщат († сл. 1557) и Илзаба фон Хан († сл. 1512). Брат е на Вернер III фон Арним († 20 февруари 1604).

## Фамилия
Хенинг фон Арним се жени за Илза фон Трота/Трот цу Золц, дъщеря на Адам фон Трот цу Золц (1538 – 1587) и Луция фон дер Шуленбург (1537 – 1603), дъщеря на Левин I фон дер Шуленбург (1510 – 1569). Те имат един син:
- Левин Кристоф фон Арним († 12 октомври, Пренцлау), женен на 24 ноември 1624 г. в Пренцлау за 	Анна София фон Фалкенберг (погребана на 12 декември 1639 в Пренцлау), дъщеря на Адам фон Фалкенберг († пр. 1624) и Маргарета фон Язмунд; имат син:
  - Хенинг Кристоф фон Арним (* ок. 29 май 1626, Пренцлау; † 4 март 1674, Щернхаген); има дъщеря:
    - Катарина Тугендрайх фон Арним († 1682), омъжена 1681 г. за Ото Кристоф фон Арним (* 1622; † 21 януари 1686), син на Бусо Кламор фон Арним († 1638) и внук на Вернер III фон Арним († 1604)

Вдовицата му Илза фон Трот цу Золц се омъжва втори път за Йоахим Стари фон Шпар.